# Nadežda Anatol'evna Kosinceva
Nadežda Anatol'evna Kosinceva (in russo Надежда Анатольевна Косинцева?; Arcangelo, 14 gennaio 1985) è una scacchista russa, Grande maestro. È nota come Nadezhda Kosintseva in occidente.

## Biografia
Come la sorella minore Tatiana, ha ottenuto notevoli successi nei campionati giovanili:
- 1995 :  vince il campionato europeo femminile U10 a Verdun;
- 1997 :  vince il campionato europeo femminile U12 a Tallinn;
- 1998 :  vince il campionato del mondo femminile U14 a Oropesa del Mar;
- 2000 :  vince il campionato europeo femminile U18 a Kallithea;
- 2001 :  terza al campionato del mondo femminile U20 di Atene;
- 2002 :  terza nel campionato del mondo juniores femminile di Goa.

Ha partecipato a cinque olimpiadi degli scacchi con la squadra femminile russa, con l'ottimo risultato complessivo di +36 =13 –2 (83,3 %). Ha vinto otto medaglie: quattro d'oro individuali (2004, 2008, 2010 e 2012), due d'oro di squadra (2010 e 2012), una d'argento di squadra nel 2006 e una di bronzo di squadra nel 2004.
Nel 2008 ha vinto a Mosca il Campionato russo femminile.
Come la sorella Tat'jana, è laureata in legge all'università di Arcangelo.